# Starkowo (powiat słupski)
Starkowo (kaszb. Starkòwò, niem. Starkow) – wieś w Polsce położona w województwie pomorskim, w powiecie słupskim, w gminie Ustka. 
Wieś stanowi sołectwo w którego skład wchodzą również miejscowości Golęcino, Krężołki. Nieoficjalną częścią wsi jest Kolonia Starkowo.
W latach 1975–1998 miejscowość należała administracyjnie do województwa słupskiego.
Na terenie wsi znajduje się m.in.: remiza OSP. W zabudowie rybackie chaty z XVIII i XIX w. w gospodarstwach oryginalne budynki bramne.

## Nazwa
Nazwa ma pochodzenie słowiańskie i charakter dzierżawczy. Wywodzi się od nazwy osobowej Starek, Starko z formantem dzierżawczym -owo. Nazwa niemiecka Starkow jest adaptacją fonetyczną nazwy słowiańskiej.
Rada Języka Kaszubskiego proponuje kaszubską formę nazwy Starkòwò.